# Mascareignes
Les Mascareignes sont un archipel de l'océan Indien qui a trois îles principales : La Réunion (France), l'île Maurice et Rodrigues (Maurice). L'archipel d'Agaléga et les écueils des Cargados Carajos (Saint-Brandon) qui appartiennent à Maurice, sont parfois rattachés aux Mascareignes. Situé à l'est de Madagascar, l'archipel est constitué des îles appartenant à la république de Maurice ainsi qu'au département français de La Réunion. Leur nom provient du navigateur portugais Pedro de Mascarenhas, qui les a visitées pour la première fois en avril 1512. Les îles partagent une origine géologique commune dans le volcanisme du point chaud de La Réunion sous le plateau des Mascareignes et forment une écorégion distincte avec une flore et une faune uniques.

## Situation
Les Mascareignes sont situées dans le sud-ouest de l'océan Indien, à environ mille kilomètres au large de la côte orientale de Madagascar, entre le 19e parallèle sud et le tropique du Capricorne. Ces îles d'origine volcanique sont nées du point chaud de La Réunion qui alimente le piton de la Fournaise, le seul volcan encore en activité de ces îles. Elles sont inhabitées avant d'être colonisées par la France et le Royaume-Uni.

## Géographie
Malgré la distance importante qui existe entre les principales îles, La Réunion, l'île Maurice et Rodrigues, elles forment un archipel du fait de leur histoire et de leur géologie communes. L'archipel a été formé par le point chaud de la Réunion il y a plusieurs millions d'années. Les îles qui le composent ont été colonisées par les puissances européennes à partir du XVIIe siècle.
L'archipel comprend trois grandes îles, Maurice, la Réunion et Rodrigues, ainsi que des vestiges volcaniques dans les tropiques du sud-ouest de l'océan Indien, généralement entre 700 et 1 500 km à l'est de Madagascar. Le terrain comprend une variété de récifs, d'atolls et de petites îles. Ils présentent diverses régions topographiques et édaphiques. Sur les plus grandes îles, celles-ci ont donné lieu à une biodiversité inhabituelle. Le climat est océanique et tropical.
L'île Maurice est située à 900 km à l'est de Madagascar. Sa superficie est de 1 865 km2. Le point culminant est de 828 m. L'île Maurice est la plus peuplée des Mascareignes, avec une population de 1 252 964 habitants.

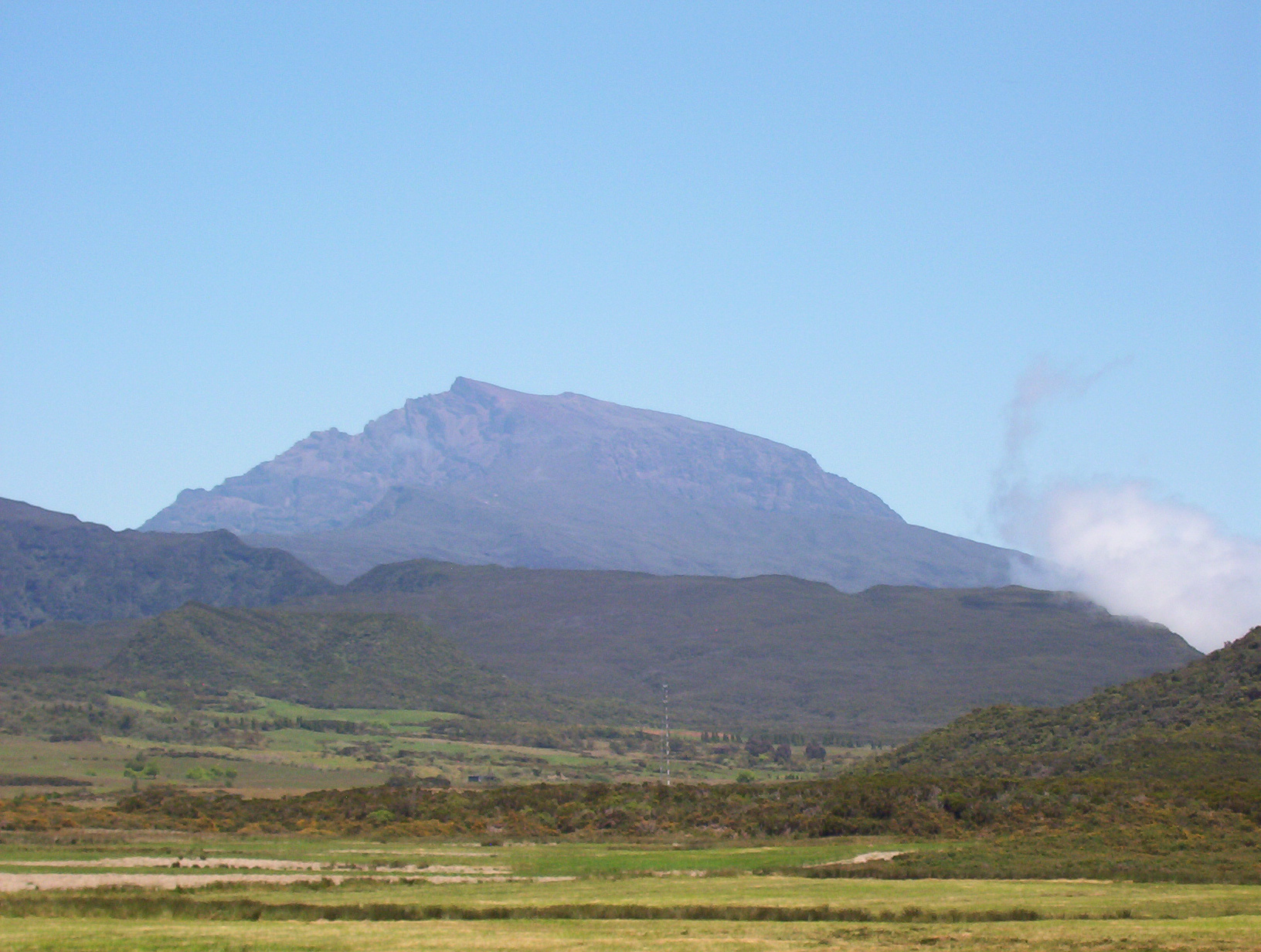
Vue du piton des Neiges, point culminant de La Réunion et des Mascareignes avec 3070 mètres d'altitude.

La Réunion est située à 150 km au sud-ouest de l'île Maurice. C'est la plus grande des îles, avec une superficie de 2 512 km2. Le Piton des Neiges (3 069 m), un volcan éteint, est le plus haut sommet de la Réunion et des îles. Le Piton de la Fournaise est un volcan actif de la Réunion qui entre fréquemment en éruption.
Rodrigues est située à 574 km à l'est de l'île Maurice. Elle a une superficie de 109 km2, et atteint 393 m d'altitude.
Saint-Brandon, également connu sous le nom de Cargados Carajos, est un atoll corallien composé d'une barrière de corail, de hauts-fonds et d'îlots bas. Il s'agit du vestige d'une ou plusieurs grandes îles volcaniques qui ont été submergées par les marées montantes. La trentaine d'îles qui composent St Brandon font partie de la république de Maurice. Environ dix-sept des îles inhabitées sont administrées par la Outer Islands Development Corporation of Mauritius, une entité dirigée par le Premier ministre mauricien, tandis que les treize autres îles de Saint-Brandon sont gérées par la Raphael Fishing Company à partir de trois bases situées sur des îles habitées : l'île Raphael, l'île du Sud et l'île Coco. La Raphael Fishing Company s'est vu octroyer ces treize îles de Saint-Brandon en vertu d'un bail permanent de 1901 (bail de 999 ans) qui a été considéré comme une concession permanente par décision du Conseil privé (Royaume-Uni) en 2008,. Ces treize îles de Saint-Brandon en concession permanente sont L'île du Sud, Petit Fou, l'Avocaire, l'île aux Fous, l'île du Gouvernement, Petit Mapou, Grand Mapou, La Baleine, l'île aux Cocos, Île Raphael, Verronge, l'île aux Bois et Baleines Rocks.
Il y a plusieurs bancs ou hauts-fonds submergés :
- le banc de Saya de Malha, un grand banc submergé. À l'époque préhistorique, il s'agissait d'un groupe d'îles volcaniques qui étaient jointes au Grand Banc des Chagos jusqu'à ce que la dérive des continents les sépare ;
- les bancs de Soudan, un groupe de bancs de faible altitude sur le plateau des Mascareignes;
- le banc de Nazareth, situé juste au nord de Saint-Brandon. À l'époque préhistorique, il s'agissait d'une seule entité géologique[pas clair]. C'est désormais un grand banc de pêche peu profond ;
- et le banc Hawkins, situé à l'extrémité nord du plateau des Mascareignes.

## Histoire

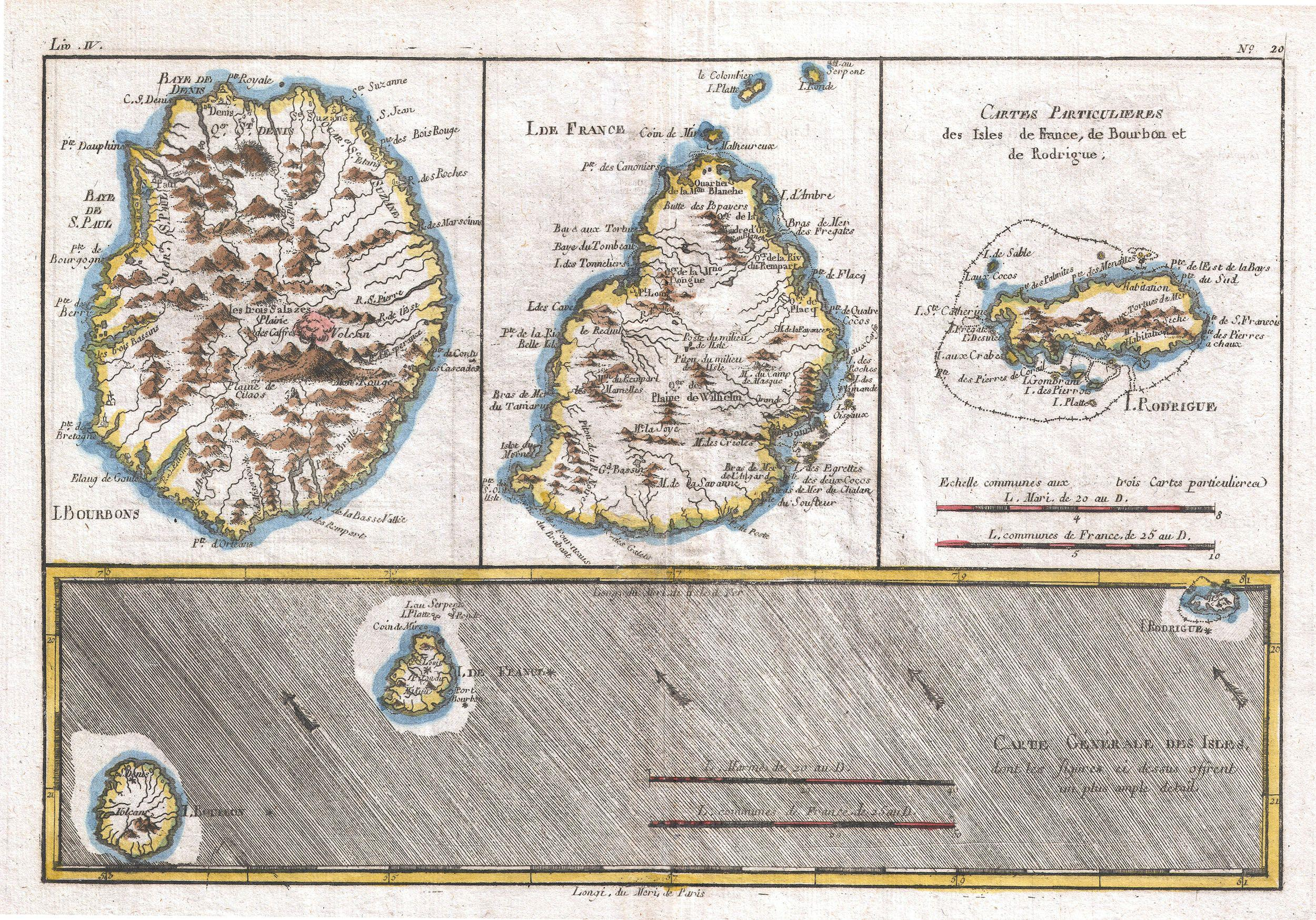
Carte des Mascareignes en 1780.

Au Moyen Âge, les îles sont découvertes par les navigateurs arabes et swahilis qui quadrillent la mer de Zanj. Elles sont mentionnées par Ahmed Ibn Majid au XVe siècle, et Sulayman al-Mahri vers 1511. Les îles sont reprises sur le planisphère de Cantino en 1502, et la première visite d'un européen dans l'archipel aurait été celle, selon les sources, du navigateur portugais Diogo Dias en 1500, Diogo Fernandes Pereira en 1507, ou de Pedro de Mascarenhas en 1513. L'archipel est baptisé en l'honneur de ce dernier en 1528 par son confrère Diogo Rodrigues, lequel a donné son nom à Rodrigues.
Le 25 juin 1638, la France prend possession de l'archipel avant que les Britanniques ne fassent de même le 29 juin 1642. Ils débarquent alors en rade de Saint-Paul à La Réunion. En 1735, le Français Bertrand-François Mahé de La Bourdonnais devient le premier gouverneur général des Mascareignes. En 1764, la Compagnie française des Indes orientales fait faillite et l'archipel est racheté par Louis XV en 1766.
François Julien du Dresnay des Roches est nommé le 1er septembre 1768 « gouverneur général des Isles de France et de Bourbon ». Il écrit : « On compte à l'Isle de France 19 000 à 20 000 Noirs seulement employés à la culture des terres. Il en faudrait 20 000 de plus. » Il indique aussi que la préférence des colons va aux Noirs de Guinée ou du Mozambique, ceux de Madagascar étant jugés « mous, paresseux, inaptes et sujets à aller marron ».

## Démographie
Les Mascareignes sont peuplées au total de plus de deux millions d'habitants appelés « Mascarins ».

## Faune et flore

### Tortues
L’archipel des Mascareignes a abrité cinq espèces différentes de tortues terrestres, toutes disparues de nos jours (Austin et Arnold, 2001) :
- Cylindraspis indica à La Réunion
- Cylindraspis triserrata et Cylindraspis inepta à Maurice
- Cylindraspis vosmaeri et Cylindraspis peltastes à Rodrigues

La tortue géante de La Réunion, Cylindraspis indica, était une espèce endémique de cette île. Très abondante au début du XVIIIe siècle, sa surexploitation par l’Homme a conduit à son extinction au milieu du XIXe siècle, vers 1840. Les témoignages anciens et les vestiges fossiles découverts jusqu’alors indiquent que cette tortue était distribuée sur la côte Nord-Ouest, la moitié Ouest, le Sud-Ouest et le Sud de l’île. Elle était abondante dans les régions basses et sèches de la côte Ouest, dite « sous le vent ».
Il existe deux espèces de tortues marines observables peuplant les côtes de La Réunion: la tortue verte et la tortue imbriquée. Espèces menacées, leur nombre augmente cependant grâce à des efforts de conservation.

## Galerie

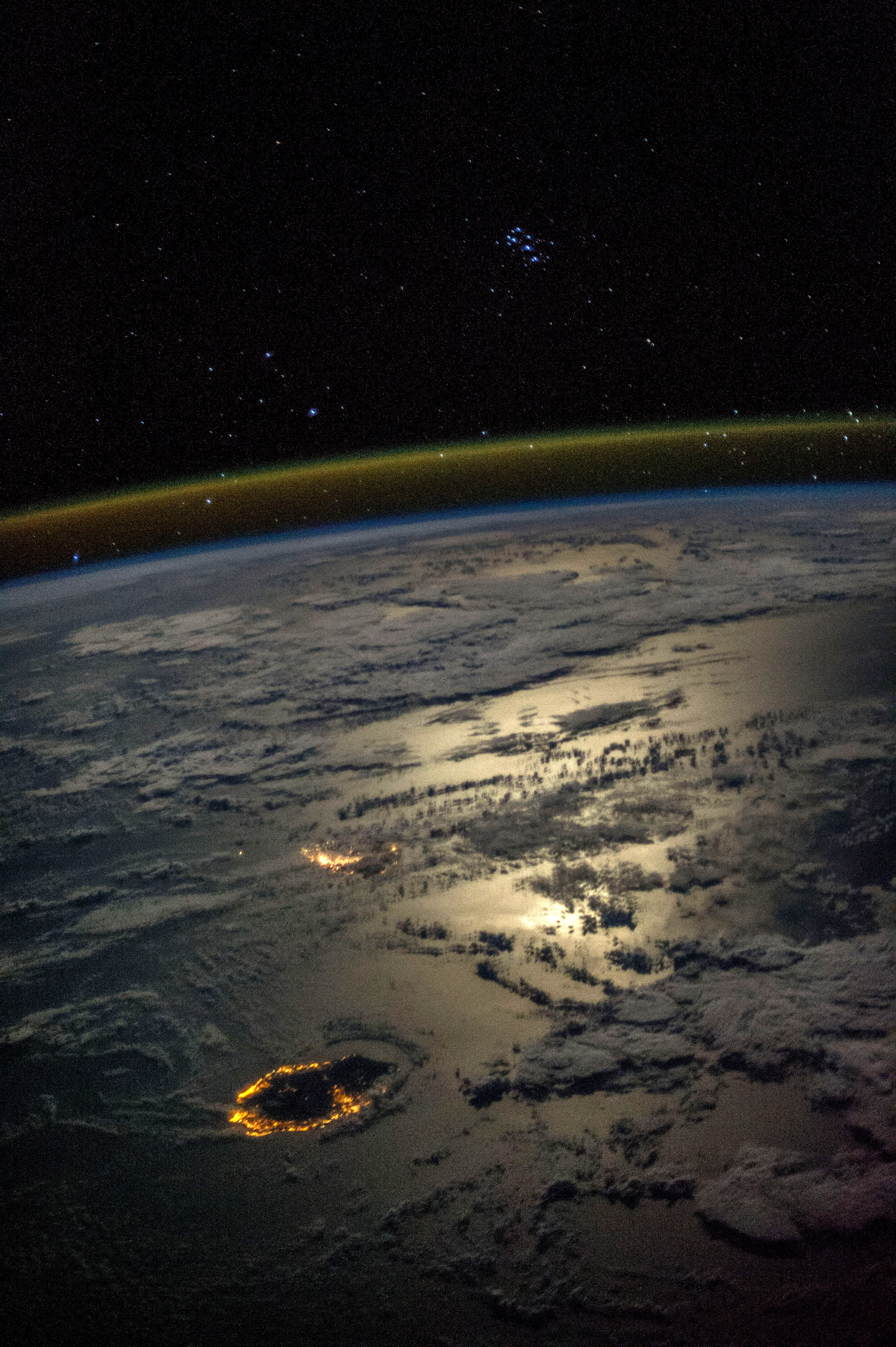
Maurice et La Réunion vus de satellite, de nuit.
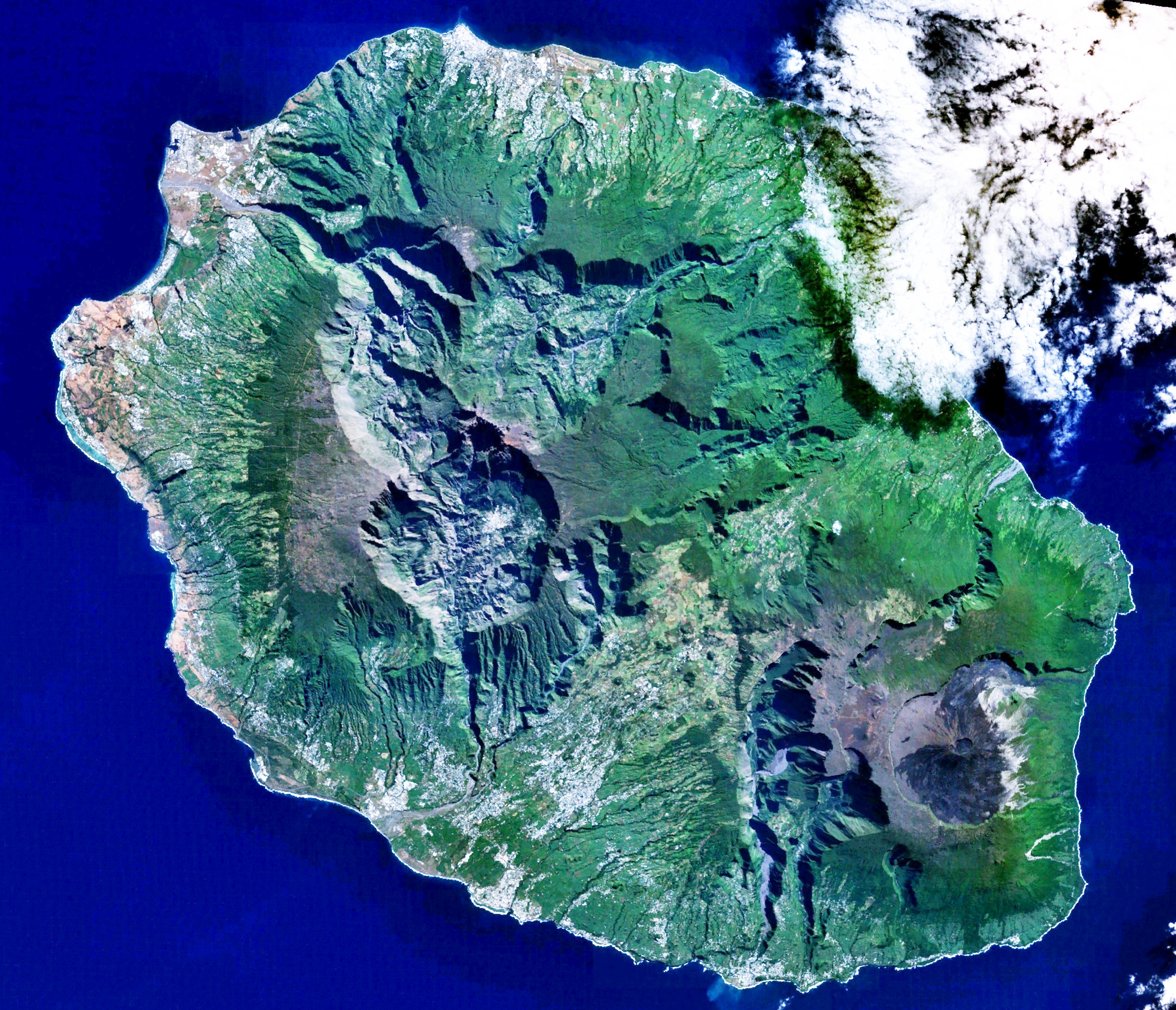
La Réunion.
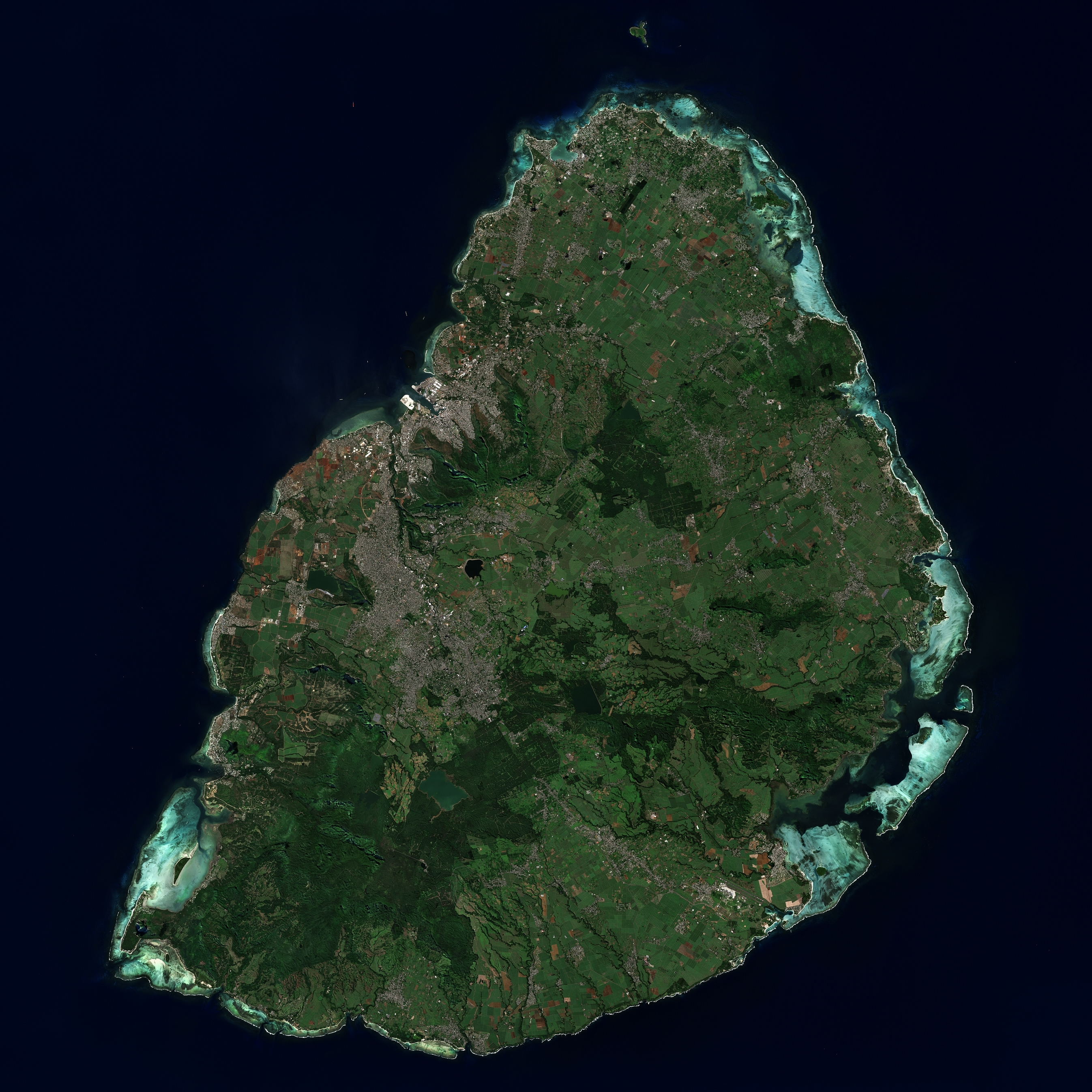
L'île Maurice.
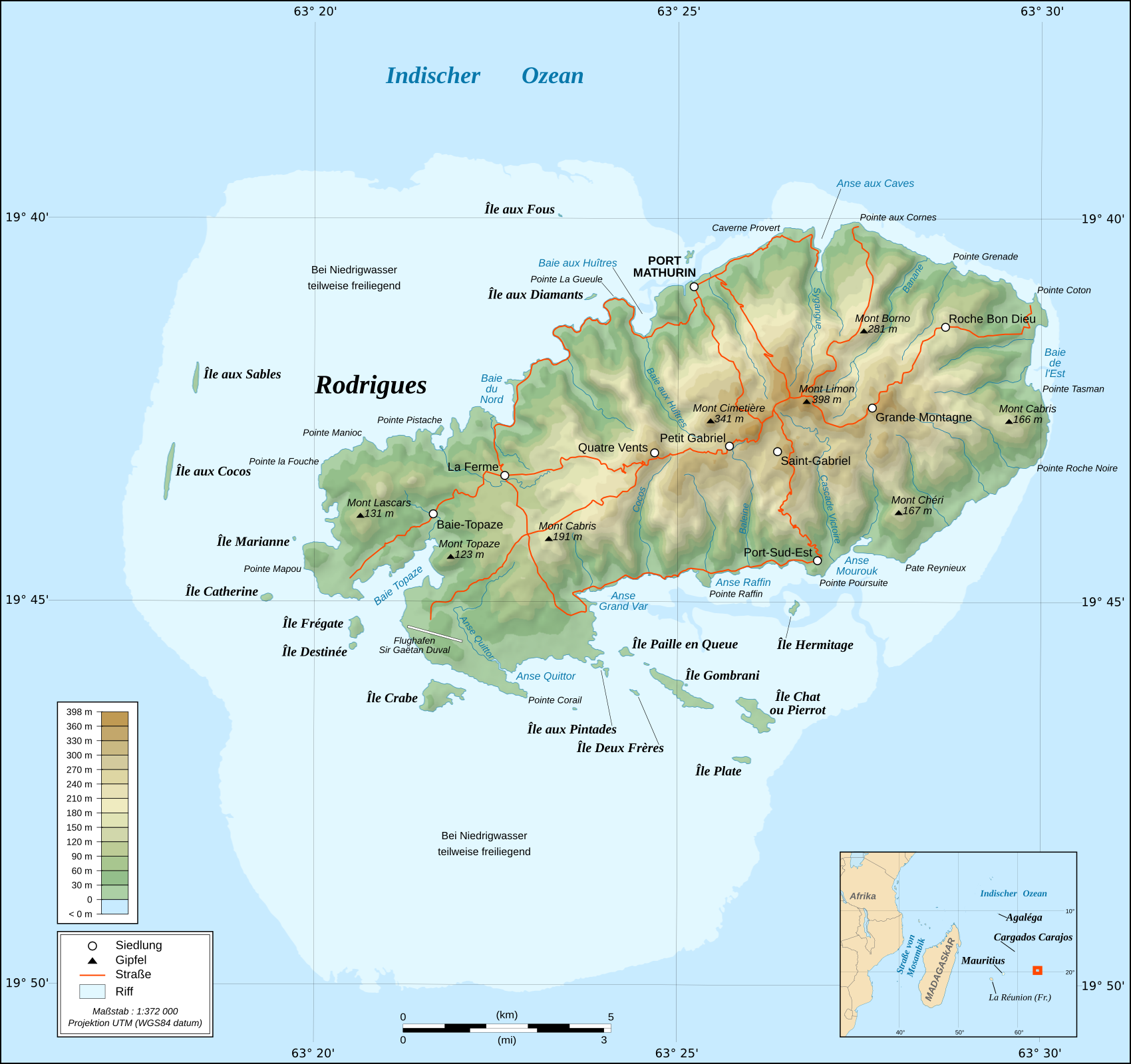
Île Rodrigues.
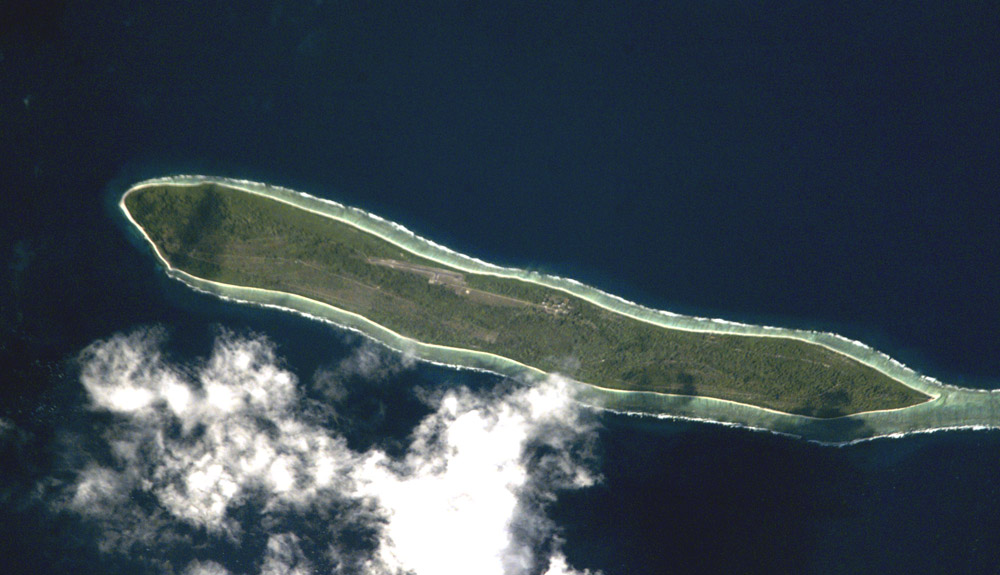
Agalega.
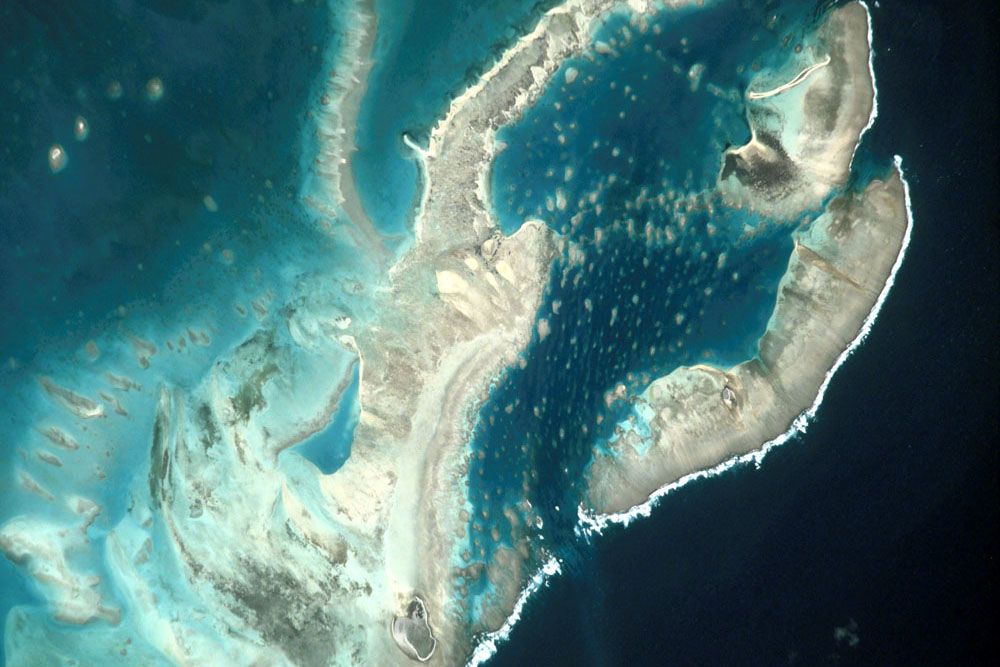
Cargados Carajos (Saint-Brandon).